# Takashi Ōnishi
Takashi Ōnishi (jap. 大西 貴 Ōnishi Takashi; ur. 6 października 1971) – japoński piłkarz występujący na pozycji obrońcy.

## Kariera klubowa
Od 1994 do 2002 roku występował w klubach Sanfrecce Hiroszima, Kyoto Purple Sanga i Ehime FC.